# Gatolandia 76
En la Olimpiada, par la suite renommée Gatolandia 76 (français : Les Jeux olympiques), est une bande dessinée espagnole illustrée par Francisco Ibáñez, appartenant à la franchise Mortadel et Filémon, éditée en 1972 (1974 en France).

## Synopsis
Mortadel et Filémon doivent se rendre dans le pays de Gatolandie, où se déroulent les Jeux olympiques, avec une mission : s'infiltrer parmi les athlètes et tenter de retrouver l'agent de Perrolandie (ennemis acharnés de Gatolandie) qui a l'intention de boycotter les Jeux.
Mortadel et Filémon, pour mener à bien leur mission, se font passer pour des athlètes, participant à diverses épreuves. Ils sont les seuls représentants de la délégation espagnole, comme en témoigne le défilé de clôture. Mortadel est chargé de porter la flamme olympique de l'Espagne à Gatolandie, ainsi que d'allumer la vasque.

## Éditions
La bande dessinée est publiée en série dans le magazine Mortadelo en 1972 (après les Jeux olympiques de Munich) et s'appelait à l'origine En la Olimpiada, mais le nom est changé pour maintenir la continuité avec les bandes dessinées suivantes sur Moscú 80 (à l'origine intitulé Olimpiada de 1980), Les Jeux olympiques de Los Angeles (édité en France sous Futt et Fill), Seúl 88, Barcelona 92, Atlanta 96, Sydney 2000, Atenas 2004, Pekín 2008, Londres 2012, Río 2016 et Tokio 2020.